# Zach Yuen
Zachary „Zach“ Yuen (chinesisch 袁·俊杰, Pinyin Yuán Jùnjié; * 3. März 1993 in Vancouver, British Columbia) ist ein kanadischer Eishockeyspieler mit chinesischer Staatsbürgerschaft, der seit Juli 2023 erneut bei Kunlun Red Star aus der Kontinentalen Hockey-Liga (KHL) unter Vertrag steht und dort auf der Position des Verteidigers spielt. Zuvor stand Yuen bereits zweimal in der Organisation von Kunlun Red Star unter Vertrag und absolvierte darüber hinaus 185 Spiele für vier verschiedene Franchises in der ECHL.

## Karriere
Yuen, dessen Vater aus Hongkong nach Kanada immigrierte und dessen Großeltern mütterlicherseits ebenfalls aus der ehemaligen britischen Kronkolonie stammen, wurde in Vancouver geboren. Während seiner Juniorenzeit spielte der Verteidiger zwischen 2009 und 2013 für das US-amerikanische Franchise der Tri-City Americans in der kanadischen Juniorenliga Western Hockey League (WHL). Gleich in seinem Rookiejahr erreichte er mit den Americans die Finalserie um den Ed Chynoweth Cup, die allerdings gegen die Calgary Hitmen verloren ging. Infolge seiner zweiten WHL-Spielzeit wurde Yuen im NHL Entry Draft 2011 in der vierten Runde an 110. Stelle von den Winnipeg Jets aus der National Hockey League (NHL) ausgewählt. Er verblieb nach dem Draft aber weiterhin in der WHL, wo er am Ende der Spielzeit 2011/12 den WHL Plus-Minus Award gewann. Die Auszeichnung erhielt er gemeinsam mit Mark Stone und Brendan Shinnimin, die ebenfalls eine Plus/Minus-Bilanz von +45 aufwiesen.
Nach der Saison 2012/13 zeigten die Winnipeg Jets kein Interesse an einer Verpflichtung ihrer Draftwahl und so erhielt der Abwehrspieler erst Ende September 2013 einen Vertrag bei den Toronto Marlies aus der American Hockey League (AHL). Im Verlauf der Spielzeit 2013/14 wurde Yuen von den Marlies hauptsächlich bei ihrem Kooperationspartner Orlando Solar Bears in der ECHL eingesetzt. Für die Marlies selbst kam er lediglich zu drei Spielen, ehe er zur folgenden Saison fest zu den Wheeling Nailers in die ECHL wechselte. Bei den Nailers war der Defensivakteur bis zum Januar 2015 Stammspieler, bevor er zum Ligakonkurrenten Gwinnett Gladiators transferiert wurde. Dort beendete er die Saison und blieb dem Franchise auch nach der Umsiedlung und Umbenennung in Atlanta Gladiators zum Spieljahr 2015/16 treu. Allerdings wurde er Anfang Dezember 2015 abermals Teil eines Transfergeschäfts und kam somit bis zum Saisonende bei den Idaho Steelheads zu Einsätzen.
Im Juli 2016 erhielt der Free Agent ein Vertragsangebot des chinesischen Klubs Kunlun Red Star aus der Kontinentalen Hockey-Liga (KHL), der zur Saison 2016/17 neu in die Liga aufgenommen worden war. In seinem ersten Jahr war Yuen Stammspieler im mit zahlreichen europäischen und nordamerikanischen Spielern gespickten Aufgebot des Klubs. Im Verlauf der folgenden Spielzeit kam er auch zu Einsatzminuten beim Farmteam KRS Heilongjiang in der Wysschaja Hockey-Liga. Dennoch wurde sein auslaufender Vertrag im Mai 2018 um ein Jahr verlängert, ebenso im Juli 2019. Nachdem der gebürtige Kanadier in der Saison 2019/20 ausschließlich beim nun als KRS-BSU Peking firmierenden Kooperationspartner in der Wysschaja Hockey-Liga eingesetzt worden war und nur 13-mal auf dem Eis gestanden hatte, pausierte Yuen vor dem Hintergrund der COVID-19-Pandemie für eine Spielzeit. Erst im Juli 2021 unterzeichnete er erneut ein Arbeitspapier bei KRS, wo er in der Saison 2021/22 wieder zum KHL-Kader gehörte und so 29 Partien bestritt. Trotzdem legte der Verteidiger im Spieljahr 2022/23 eine erneute Pause ein und nahm erst im Juli 2023 wieder ein Angebot des chinesischen Franchises – diesmal mit einer Laufzeit von drei Jahren – an.

### International
Für sein Geburtsland nahm Yuen mit dem Team Canada Pacific an der World U-17 Hockey Challenge 2010 teil, bei der er mit der Provinzauswahl den fünften Platz belegte. In fünf Turnierspielen bereitete er dabei ein Tor vor.
Im Februar 2022 lief Yuen unter dem Namen Yuan Junjie für die chinesische Nationalmannschaft bei den Olympischen Winterspielen in Peking auf. Ebenso spielte der Verteidiger bei der Weltmeisterschaft der Division IIA 2022, bei der die chinesische Mannschaft souverän den Aufstieg in die Division IB schaffte. In vier Turnierspielen steuerte er dabei drei Torvorlagen zum Aufstieg bei.

## Erfolge und Auszeichnungen
- 2012 WHL Plus-Minus Award (gemeinsam mit Mark Stone und Brendan Shinnimin)
- 2022 Aufstieg in die Division IB bei der Weltmeisterschaft der Division IIA

## Karrierestatistik
Stand: Ende der Saison 2023/24

### International
| Vertrat Kanada bei: - World U-17 Hockey Challenge 2010 | Vertrat die Volksrepublik China bei: - Olympischen Winterspielen 2022 - Weltmeisterschaft der Division IIA 2022 |

(Legende zur Spielerstatistik: Sp oder GP = absolvierte Spiele; T oder G = erzielte Tore; V oder A = erzielte Assists; Pkt oder Pts = erzielte Scorerpunkte; SM oder PIM = erhaltene Strafminuten; +/− = Plus/Minus-Bilanz; PP = erzielte Überzahltore; SH = erzielte Unterzahltore; GW = erzielte Siegtore; 1 Play-downs/Relegation; Kursiv: Statistik nicht vollständig)